# 索洛涅地区拉马罗勒
索洛涅地区拉马罗勒（法語：La Marolle-en-Sologne，法語發音：[la maʁɔl ɑ̃ sɔlɔɲ]）是法国卢瓦-谢尔省的一个市镇，属于罗莫朗坦-朗特奈区。

## 地理
索洛涅地区拉马罗勒（47°35'3"N, 1°46'45"E）面积25.24 平方千米，位于法国中央-卢瓦尔河谷大区卢瓦-谢尔省，该省份为法国中北部省份，北起厄尔-卢瓦省，东北接卢瓦雷省，东南接谢尔省，南至安德尔省，西南接安德尔-卢瓦尔省，西北接萨尔特省。
与索洛涅地区拉马罗勒接壤的市镇（或旧市镇、城区）包括：维勒尼、索洛涅地区蒙特里约、伯夫龙河畔讷安、伊瓦勒马龙。

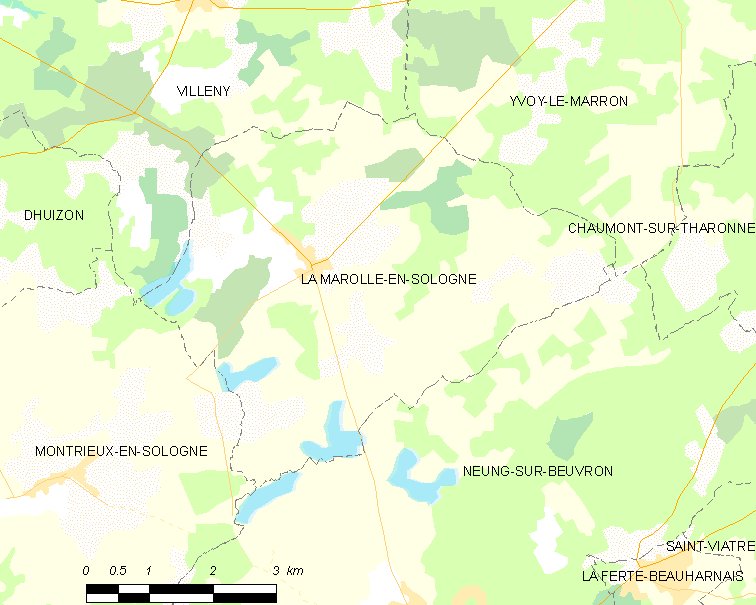
索洛涅地区拉马罗勒的OSM定位图

索洛涅地区拉马罗勒的时区为UTC+01:00、UTC+02:00（夏令时）。

## 行政
索洛涅地区拉马罗勒的邮政编码为41210，INSEE市镇编码为41127。

## 政治
索洛涅地区拉马罗勒所属的省级选区为尚博尔县。

## 人口

1962-2008年间索洛涅地区拉马罗勒人口变化图示

索洛涅地区拉马罗勒于2022年1月1日时的人口数量为365人。